# Szalona impreza
Szalona impreza (ang. Can’t Hardly Wait) – amerykański film komediowy z 1998 roku, tematyką skierowany ku młodzieżowej widowni. Zdjęcia kręcono w Los Angeles.
Film ulokował się na pozycji czterdziestej czwartej zestawienia 50. najlepszych filmów licealnych według magazynu Entertainment Weekly.

## Fabuła
Zbliża się wielka impreza, zorganizowana, aby uczcić okazję zakończenia edukacji szkolnej. Przyjęcie odbywa się u jednej z dziewcząt, której rodzice wyjechali na czas nieokreślony z domu. Preston od lat podkochuje się w szkolnej piękności, Amandzie. Decyduje więc, że to tej nocy wyzna jej swoje płomienne uczucia. Towarzyszy mu Denise, jego najwierniejsza przyjaciółka, szkolna outsiderka. Niestety, na imprezie zjawia się również cyniczny Kenny, arogant, niegdysiejszy przyjaciel Denise, a los chce, że oboje zatrzaskują się w toalecie. Na zabawę przybywa też Mike, były chłopak Amandy, oraz szkolny geniusz William, chcący odegrać się na nim za lata upokorzeń.

## Obsada

### W rolach głównych
- Jennifer Love Hewitt jako Amanda Beckett
- Ethan Embry jako Preston Meyers
- Lauren Ambrose jako Denise Fleming
- Charlie Korsmo jako William Lichter
- Peter Facinelli jako Mike Dexter
- Seth Green jako Kenny Fisher
- Michelle Brookhurst jako Molly, organizatorka
- Alexander Martin jako Olaf, student z wymiany
- Erik Palladino jako kuzyn Ron
- Chris Owen jako kleptomaniak

### W pozostałych rolach
- Jaime Pressly
- Sean Patrick Thomas
- Freddy Rodríguez
- Clea DuVall
- Leslie Grossman
- Selma Blair
- Eric Balfour
- Christopher Wiehl
- Summer Phoenix
- Jenna Elfman
- Melissa Joan Hart
- Jerry O’Connell
- Breckin Meyer
- Liv Tyler
- Jason Segel